# John Exley
John Onins Exley, Jr., född 23 maj 1867 i Philadelphia, död 27 juli 1938 i Milford, Delaware, var en amerikansk roddare.
Exley blev olympisk guldmedaljör i åtta med styrman vid sommarspelen 1900 i Paris.